# Брайант, Томми
То́мми Бра́йант (англ. Tommy Bryant, полное имя — То́мас Бра́йант, Thomas Bryant; род. 21 мая 1930, Филадельфия, Пенсильвания, США — 3 января 1982, там же) — американский джазовый контрабасист. Старший брат пианиста Рэя Брайанта.

## Биография
Родился 21 мая 1930 в Филадельфии, Пенсильвания. Вырос в музыкальной семье: его мать руководила хором, сестра играла на фортепиано и пела (однако не продолжила профессионально заниматься музыкой), его братья — пианист Рэй Брайант и барабанщик Лен Брайант. В возрасте 12 лет начал играть на контрабасе, учился в средней школе Мастбаум.
Начинал профессионально играть в небольших группах в Филадельфии, в частности с Биллом Кречмером; также аккомпанировал гастролирующим солистам. Играл с Элмером Сноуденом (1949—52) и во время службы в армии (1954—56). В 1957 году создал собственное трио; играл с Джо Джонсом (1958—59), Чарли Шейверсом (1959—63). Записывался с певицей госпела Махалией Джексон под именем Том Брайант. В 1960-х годах время от времени играл с трио своего брата Рэя Брайанта. С начала 1970-х годов и до самой смерти работал с группой The Ink Spots как басист и вокалист. Как сессионный музыкант записывался с Диззи Гиллеспи (1957), Бенни Голсоном (1959), Барни Уиленом (1959), Коулменом Хокинсом, Айвори Джо Хантером, Роем Элриджем (1970) и другими.
Умер 3 января 1982 в Филадельфии в возрасте 51 года.